# Olympische Sommerspiele 2024/Turnen
Bei den Olympischen Spielen 2024 in Paris wurden vom 27. Juli bis 5. August insgesamt 14 Wettbewerbe im Turnen ausgetragen, davon acht bei den Männern und sechs bei den Frauen.

## Zeitplan
| Zeitplan Turnen      | Zeitplan Turnen | Zeitplan Turnen | Zeitplan Turnen | Zeitplan Turnen | Zeitplan Turnen | Zeitplan Turnen | Zeitplan Turnen | Zeitplan Turnen | Zeitplan Turnen | Zeitplan Turnen |
| Wettbewerbe          | Juli 2024       | Juli 2024       | Juli 2024       | Juli 2024       | Juli 2024       | August 2024     | August 2024     | August 2024     | August 2024     | August 2024     |
| Männer               | 27.             | 28.             | 29.             | 30.             | 31.             | 1.              | 2.              | 3.              | 4.              | 5.              |
| -------------------- | --------------- | --------------- | --------------- | --------------- | --------------- | --------------- | --------------- | --------------- | --------------- | --------------- |
| Barren               |                 |                 |                 |                 |                 |                 |                 |                 |                 |                 |
| Boden                |                 |                 |                 |                 |                 |                 |                 |                 |                 |                 |
| Pauschenpferd        |                 |                 |                 |                 |                 |                 |                 |                 |                 |                 |
| Reck                 |                 |                 |                 |                 |                 |                 |                 |                 |                 |                 |
| Ringe                |                 |                 |                 |                 |                 |                 |                 |                 |                 |                 |
| Sprung               |                 |                 |                 |                 |                 |                 |                 |                 |                 |                 |
| Einzelmehrkampf      |                 |                 |                 |                 |                 |                 |                 |                 |                 |                 |
| Mannschaftsmehrkampf |                 |                 |                 |                 |                 |                 |                 |                 |                 |                 |
| Frauen               | 27.             | 28.             | 29.             | 30.             | 31.             | 1.              | 2.              | 3.              | 4.              | 5.              |
| Boden                |                 |                 |                 |                 |                 |                 |                 |                 |                 |                 |
| Schwebebalken        |                 |                 |                 |                 |                 |                 |                 |                 |                 |                 |
| Sprung               |                 |                 |                 |                 |                 |                 |                 |                 |                 |                 |
| Stufenbarren         |                 |                 |                 |                 |                 |                 |                 |                 |                 |                 |
| Einzelmehrkampf      |                 |                 |                 |                 |                 |                 |                 |                 |                 |                 |
| Mannschaftsmehrkampf |                 |                 |                 |                 |                 |                 |                 |                 |                 |                 |
| Entscheidungen       | 0               | 0               | 1               | 1               | 1               | 1               | 0               | 3               | 3               | 4               |

|  | Qualifikation |  | Medaillenentscheidung |

## Bilanz

### Medaillenspiegel
| Platz  | Land               | Gold | Silber | Bronze | Gesamt |
| ------ | ------------------ | ---- | ------ | ------ | ------ |
| 1      | Vereinigte Staaten | 3    | 1      | 5      | 9      |
| 2      | Japan              | 3    | –      | 1      | 4      |
| 3      | China              | 2    | 5      | 2      | 9      |
| 4      | Philippinen        | 2    | –      | –      | 2      |
| 5      | Brasilien          | 1    | 2      | 1      | 4      |
| 6      | Italien            | 1    | 1      | 1      | 3      |
| 7      | Algerien           | 1    | –      | –      | 1      |
| 7      | Irland             | 1    | –      | –      | 1      |
| 9      | Armenien           | –    | 1      | –      | 1      |
| 9      | Israel             | –    | 1      | –      | 1      |
| 9      | Kasachstan         | –    | 1      | –      | 1      |
| 9      | Kolumbien          | –    | 1      | –      | 1      |
| 9      | Ukraine            | –    | 1      | –      | 1      |
| 14     | Großbritannien     | –    | –      | 2      | 2      |
| 15     | Chinesisch Taipeh  | –    | –      | 1      | 1      |
| 15     | Griechenland       | –    | –      | 1      | 1      |
| 15     | Rumänien           | –    | –      | 1      | 1      |
| Gesamt | Gesamt             | 14   | 14     | 15     | 43     |

### Medaillengewinner
Männer
| Disziplin            | Gold                                                                           | Silber                                                        | Bronze                                                                              |
| -------------------- | ------------------------------------------------------------------------------ | ------------------------------------------------------------- | ----------------------------------------------------------------------------------- |
| Barren               | Zou Jingyuan (CHN)                                                             | Illja Kowtun (UKR)                                            | Shinnosuke Oka (JPN)                                                                |
| Boden                | Carlos Yulo (PHI)                                                              | Artem Dolgopyat (ISR)                                         | Jake Jarman (GBR)                                                                   |
| Pauschenpferd        | Rhys McClenaghan (IRL)                                                         | Nariman Kurbanow (KAZ)                                        | Stephen Nedoroscik (USA)                                                            |
| Reck                 | Shinnosuke Oka (JPN)                                                           | Ángel Barajas (COL)                                           | Zhang Boheng (CHN) Tang Chia-hung (TPE)                                             |
| Ringe                | Liu Yang (CHN)                                                                 | Zou Jingyuan (CHN)                                            | Eleftherios Petrounias (GRE)                                                        |
| Sprung               | Carlos Yulo (PHI)                                                              | Artur Dawtjan (ARM)                                           | Harry Hepworth (GBR)                                                                |
| Einzelmehrkampf      | Shinnosuke Oka (JPN)                                                           | Zhang Boheng (CHN)                                            | Xiao Ruoteng (CHN)                                                                  |
| Mannschaftsmehrkampf | JapanDaiki Hashimoto Kazuma Kaya Shinnosuke Oka Takaaki Sugino Wataru Tanigawa | ChinaLiu Yang Su Weide Xiao Ruoteng Zhang Boheng Zou Jingyuan | Vereinigte StaatenAsher Hong Paul Juda Brody Malone Stephen Nedoroscik Fred Richard |

Frauen
| Disziplin            | Gold                                                                            | Silber                                                                         | Bronze                                                                            |
| -------------------- | ------------------------------------------------------------------------------- | ------------------------------------------------------------------------------ | --------------------------------------------------------------------------------- |
| Boden                | Rebeca Andrade (BRA)                                                            | Simone Biles (USA)                                                             | Ana Bărbosu (ROU)                                                                 |
| Schwebebalken        | Alice D’Amato (ITA)                                                             | Zhou Yaqin (CHN)                                                               | Manila Esposito (ITA)                                                             |
| Sprung               | Simone Biles (USA)                                                              | Rebeca Andrade (BRA)                                                           | Jade Carey (USA)                                                                  |
| Stufenbarren         | Kaylia Nemour (ALG)                                                             | Qiu Qiyuan (CHN)                                                               | Sunisa Lee (USA)                                                                  |
| Einzelmehrkampf      | Simone Biles (USA)                                                              | Rebeca Andrade (BRA)                                                           | Sunisa Lee (USA)                                                                  |
| Mannschaftsmehrkampf | Vereinigte StaatenSimone Biles Jade Carey Jordan Chiles Sunisa Lee Hezly Rivera | ItalienAngela Andreoli Alice D’Amato Manila Esposito Elisa Iorio Giorgia Villa | BrasilienRebeca Andrade Jade Barbosa Lorrane Oliveira Flávia Saraiva Júlia Soares |

## Qualifikation
Folgende Nationen konnten sich Quotenplätze erkämpfen:
| Nation                  | Männer | Frauen | Athleten |
| ----------------------- | ------ | ------ | -------- |
| Ägypten                 | 1      | 1      | 2        |
| Algerien                |        | 1      | 1        |
| Armenien                | 2      |        | 2        |
| Australien              | 1      | 5      | 6        |
| Belgien                 | 3      | 2      | 5        |
| Brasilien               | 2      | 5      | 7        |
| Bulgarien               | 1      | 1      | 2        |
| China                   | 5      | 5      | 10       |
| Chinesisch Taipeh       | 1      | 1      | 2        |
| Deutschland             | 5      | 3      | 8        |
| Dominikanische Republik | 1      |        | 1        |
| Frankreich              | 1      | 5      | 6        |
| Griechenland            | 1      |        | 1        |
| Großbritannien          | 5      | 5      | 10       |
| Haiti                   |        | 1      | 1        |
| Hongkong                | 1      |        | 1        |
| Indonesien              |        | 1      | 1        |
| Iran                    | 1      |        | 1        |
| Irland                  | 1      |        | 1        |
| Israel                  | 1      | 1      | 2        |
| Italien                 | 5      | 5      | 10       |
| Japan                   | 5      | 5      | 10       |
| Jordanien               | 1      |        | 1        |
| Kanada                  | 5      | 5      | 10       |
| Kasachstan              | 2      |        | 2        |
| Kolumbien               | 1      | 1      | 2        |
| Kroatien                | 2      |        | 2        |
| Litauen                 | 1      |        | 1        |
| Mexiko                  |        | 3      | 3        |
| Neuseeland              |        | 1      | 1        |
| Niederlande             | 5      | 5      | 10       |
| Nordkorea               |        | 1      | 1        |
| Panama                  |        | 1      | 1        |
| Philippinen             | 1      | 3      | 4        |
| Portugal                |        | 1      | 1        |
| Österreich              |        | 1      | 1        |
| Rumänien                | 1      | 5      | 6        |
| Schweiz                 | 5      | 1      | 6        |
| Slowenien               |        | 1      | 1        |
| Spanien                 | 5      | 3      | 8        |
| Südafrika               |        | 1      | 1        |
| Südkorea                | 3      | 5      | 8        |
| Syrien                  | 1      |        | 1        |
| Tschechien              |        | 1      | 1        |
| Türkei                  | 5      |        | 5        |
| Ukraine                 | 5      | 1      | 6        |
| Ungarn                  | 1      | 3      | 4        |
| Usbekistan              | 3      |        | 3        |
| Vereinigte Staaten      | 5      | 5      | 10       |
| Zypern                  | 1      |        | 1        |
| Gesamt: 50 NOKs         | 96     | 95     | 191      |